# Guilherme Catramby Filho
Guilherme Catramby Filho (Rio de Janeiro, 2 de maio de 1905 — Rio de Janeiro, 1995) foi um militar e pentatleta brasileiro. Carregou a bandeira nas Olimpíadas de 1936, em Berlim.
Começou a praticar esporte juntamente com a carreira militar. Seu primeiro clube foi o Clube de Regatas do Flamengo, onde competiu em provas de natação e atletismo. Foi o responsável pela primeira vitória rubro-negra na natação, na prova clássica Coelho Neto, no dia 11 de abril de 1926, quando venceu os 200m nado livre.
Em 1930, devido à mudança de quartel, passou a disputar no atletismo, pelo Club Athletico Paulistano, na prova de lançamento de dardo. Em 1934 mudou-se para Curitiba, participando no atletismo, pela Liga Athletica Paranaense.
Guilherme Catramby Filho representou o Brasil  no pentatlo moderno nos Jogos Olímpicos de 1936, ficando na 36° posição no individual.  No mesmo ano voltou a residir no Rio de Janeiro. Chegou a general. 